# Wallfahrtskirche Pfannstiel
Die Kirche Pfannstiel, auch Kloster Pfannstiel genannt, war eine Wallfahrtskirche mit einem kleinen Konvent etwa 4,5 km östlich von Weilburg in der Gemarkung des Ortsteils Hirschhausen im Landkreis Limburg-Weilburg (Hessen). Sie lag am Grundbach in der Nähe des heutigen Weilers Pfannenstiel und der Kreisstraße 412. Heute sind von der einstigen Anlage nur noch geringe Mauerreste geblieben. Seit dem 11. Juli 2009 steht an der Stelle ein neu errichtetes Johanniterkreuz.

## Geschichte

### Gründung
Um die Mitte des 15. Jahrhunderts soll im Wald beim „Panstyl“, wo der Weg von Hirschhausen nach Weilburg den Bach überquerte, an oder in einem Baum ein wundertätiges Bild der Jungfrau Maria gefunden worden sein, woraufhin sich eine „Gesellschaft und Bruderschaft des Rosenkranzes Unserer Lieben Frau zum Panstiel“ bildete, die durch Schenkungen und Vermächtnisse die Mittel aufbrachte, um eine kleine Kirche zu bauen. Die Kirche „Unserer lieben Frau und St. Johannes“ ist 1461 erstmals bekundet und war ein beliebter Wallfahrtsort der Bewohner der näheren und weiteren Umgebung. Das Bruderschaftsbuch enthält die Namen von fast 200 Personen, darunter auch einige aus Frankfurt. Der kleine Konvent stand unter einem Prior. Ab 1471 oder 1472 scheint die Johanniter-Kommende Nieder-Weisel (bei Butzbach) mit der Betreuung der Stätte beauftragt gewesen zu sein.

### Johanniter-Niederlassung
Am 20. November 1482 übereignete Graf Philipp II. (1418–1492) von Nassau-Weilburg die Kirche mit allem Zubehör und unter Befreiung von allen Abgaben und Dienstleistungen dem Komtur Gottfried Wigant der Johanniter-Kommende Wiesenfeld (bei Frankenberg (Eder)), mit der Verpflichtung, jeden Samstag die Messe für die Nassauische Herrschaft zu zelebrieren. Der Graf behielt sich allerdings eine weitgehende Oberaufsicht vor und setzte dazu drei „Fabrikmeister“ oder „Baumeister“ (“magister fabricae”) ein, die die Bauaufsicht hatten, die Finanzen der Stiftung verwalten und dafür sorgen sollten, dass die bei der Kirche einzurichtende Wirtschaft und Weinschenke mit dem Notwendigen versorgt sei, um den Pilgern gut zu dienen. Zwei der drei Fabrikmeister wurden von dem Grafen bestimmt, der dritte war der örtliche Vertreter des Ordens, der Prior. Der bisherige Prior, Hermann Katzenfurt (auch Hermann von Katzenfurt) wurde Ordensbruder und blieb mit einem zweiten Geistlichen in dem neu geschaffenen Ordenshaus. Katzenfurt war Prior von 1479 bis 1496. Sein Nachfolger bis 1518 war Matern Spitzfaden, vorher Stiftsvikar im Walpurgisstift Weilburg. Bei der Besetzung der Prior- oder Statthalterstelle besaß der Landesherr den größten Einfluss, während die Ernennung des zweiten Geistlichen allein Sache des Ordens war. Der Komtur von Wiesenfeld hatte jährlich eine Visitation durchzuführen.
Um den weiteren Ausbau des Wallfahrtsortes zu fördern, wurden zwei Drittel der Einnahmen für 10 Jahre der Kirche zugesprochen, das dritte Drittel ging an den Johanniterorden. Der Ruf über die im Pfannstiel geschehenen Wunder nahm weiter zu, und damit auch die Zahl der Pilger und die Einnahmen aus Spenden, Dotationen, Handel und Dienstleistungen. Neben der Wallfahrtskirche Unserer lieben Frau und St. Johann im Pfannstiel unterhielt der Orden nunmehr auch ein Wohnhaus für den Prior und den zweiten Ordensbruder, verschiedene Wirtschaftsgebäude sowie ein Wirtshaus und eine Unterkunft für die Pilger des Jakobsweges zwischen dem Kloster Altenberg und Koblenz. Die Kirche wurde vergrößert, und der Chor und der Hochaltar wurden am 1. August 1488 durch Johann von Eindhoven, den Weihbischof von Trier, geweiht.
Bereits im folgenden Jahr brannte die Kirche bis auf die Grundmauern nieder. Auch die Glocken wurden dabei vernichtet, aber das Marienbild blieb unbeschädigt. Mit Unterstützung des Grafen Philipp II. und seiner Schwiegertochter, der bereits verwitweten Elisabeth von Hessen (1453–1489), wurde ein noch größerer dreischiffiger Neubau mit fünf Altären errichtet, wobei die Arbeiten allerdings erst im Jahre 1517 vollkommen abgeschlossen waren. Die Baufinanzierung erfolgte zum Teil aus einem bei Papst Innozenz VIII. erwirkten Ablassbrief, zum Teil aus den wachsenden Einkünften aus Grundbesitz, dem Opferstock und Zinsen aus der Vergabe von Krediten. Nach Vollendung aller Bauarbeiten bestand die von einer Mauer umschlossene Anlage aus der Kirche mit Kirchhof, dem Wohngebäude der Priester (dem so genannten „Steinernen Haus“), Übernachtungs- und Verpflegungseinrichtungen für die Pilger, sowie Ställe und Scheunen.
23 Jahre früher, zur Zeit der von Großmeister Pierre d’Aubusson 1494 angeordneten Generalvisitation aller Ordensniederlassungen, war die Lage noch etwas schwieriger. An der Kirche amtierten die beiden Ordenskapläne Hermannus Katzenfort und Petrus Meyer, die täglich mindestens eine Messe zu lesen hatten. Ein Koch war der einzige Bedienstete. Die Einkünfte der Niederlassung waren sehr bescheiden, ausreichend zur Bezahlung, Unterbringung und Verpflegung der beiden Ordensbrüder und ihres Kochs und Erwirtschaftung eines kleinen Überschusses. Der für die Visitation angefertigte Rechenschaftsbericht enthielt keine Angaben über Aussehen und Zustand der Kirche und auch kein Inventar, da für die liturgischen Geräte und die Bevorratung mit Wachs und Öl die “magistri fabricae” verantwortlich waren.

### “membrum”von Wiesenfeld oder Wildungen
Die ursprüngliche Übereignung war an die Johanniter-Kommende Wiesenfeld, und in der Literatur wird Pfannstiel zumeist auch als „membrum“ (Glied, Filial) von Wiesenfeld bezeichnet. Der für die Generalvisitation 1494/95 angefertigte Rechenschaftsbericht besagt jedoch, dass Pfannstiel der Kommende Wildungen unterstellt sei und die gesamte Verwaltung der Niederlassung von dort aus überwacht werde. Die Erklärung liegt wohl darin, dass die beiden Kommenden im Jahre 1478 in der Hand des Komturs Johannes Roesener vereinigt worden waren und dieser wahrscheinlich in Wildungen residierte und von dort aus die Visitationen in Pfannstiel durchführte.

### Ende
Im Jahr 1526 führte Graf Philipp III. von Nassau-Weilburg die Reformation in seiner Grafschaft ein. Dies führte zunächst nur zur Einstellung der Zahlungen an den Komtur von Wiesenfeld bzw. Wildungen, zur Erstellung eines Inventurverzeichnisses des beweglichen Kirchenbesitzes und zur Festlegung einer jährlichen Steuer von 15 Gulden. Die Kirche blieb bestehen, aber es wurden keine katholischen Gottesdienste mehr abgehalten, sodass die Wallfahrtsstätte zunehmend verwaiste. 1531 wurden die Messgewänder und -geräte eingezogen. Nachdem Philipp III. am 26. August 1537 dem Schmalkaldischen Bund beigetreten war, wurde die Reformation in Nassau-Weilburg beschleunigt, und 1538 verfügte er die Aufhebung des Konvents Pfannstiel. Der Landbesitz wurde eingezogen. Das verbliebene Kircheninventar an Gold, Silber und mit allen Kleinodien und Zierrat wurde verkauft und der Erlös für den 1538 begonnenen Bau der neuen Stadtkirche Weilburgs verwandt.
Der Kaplan Andreas, der zusammen mit dem letzten (1525 beurkundeten) Prior Peter von Trarbach die Kirche versorgt hatte, durfte noch bis zu seinem Tode 1543 die in Pfannstiel eingerichtete evangelische Pfarrei betreuen. Auf ihn folgte der Pfarrer Bernhard Rein. Die Nebengebäude verfielen allmählich und ihr Baumaterial wurde von Bewohnern der Umgegend abgetragen und zu anderen Zwecken genutzt. Schließlich verfügte Graf Philipp III. um 1550 den Abriss der Kirche.

## Reste
Im Jahre 1959 wurden einige Fundamentreste freigelegt, die aber im Verlauf der folgenden Jahrzehnte wieder von Sträuchern und Bäumen überwachsen wurden. Im Jahre 2007 befreite der Geschichtsverein Weilburg die wenigen noch vorhandenen Mauerreste wieder teilweise vom Bewuchs und stellte am ehemaligen Standort der Wallfahrtskirche eine Informationstafel mit einem Abriss ihrer Geschichte auf. Am 11. Juli 2009 wurde an der vermutlichen Stelle des ehemaligen Hauptaltars ein hölzernes Johanniterkreuz aufgestellt.